# Autobahndreieck Moseltal
Das Autobahndreieck Moseltal (Abkürzung: AD Moseltal; Kurzform: Dreieck Moseltal) ist ein Autobahndreieck in Rheinland-Pfalz, das sich bei Longuich und Schweich befindet. Hier fädelt die Bundesautobahn 602 (Trier – Schweich) in die in Nord-Süd-Richtung verlaufende Bundesautobahn 1 (Heiligenhafen – Hamburg – Köln – Saarbrücken) ein.

## Geographie

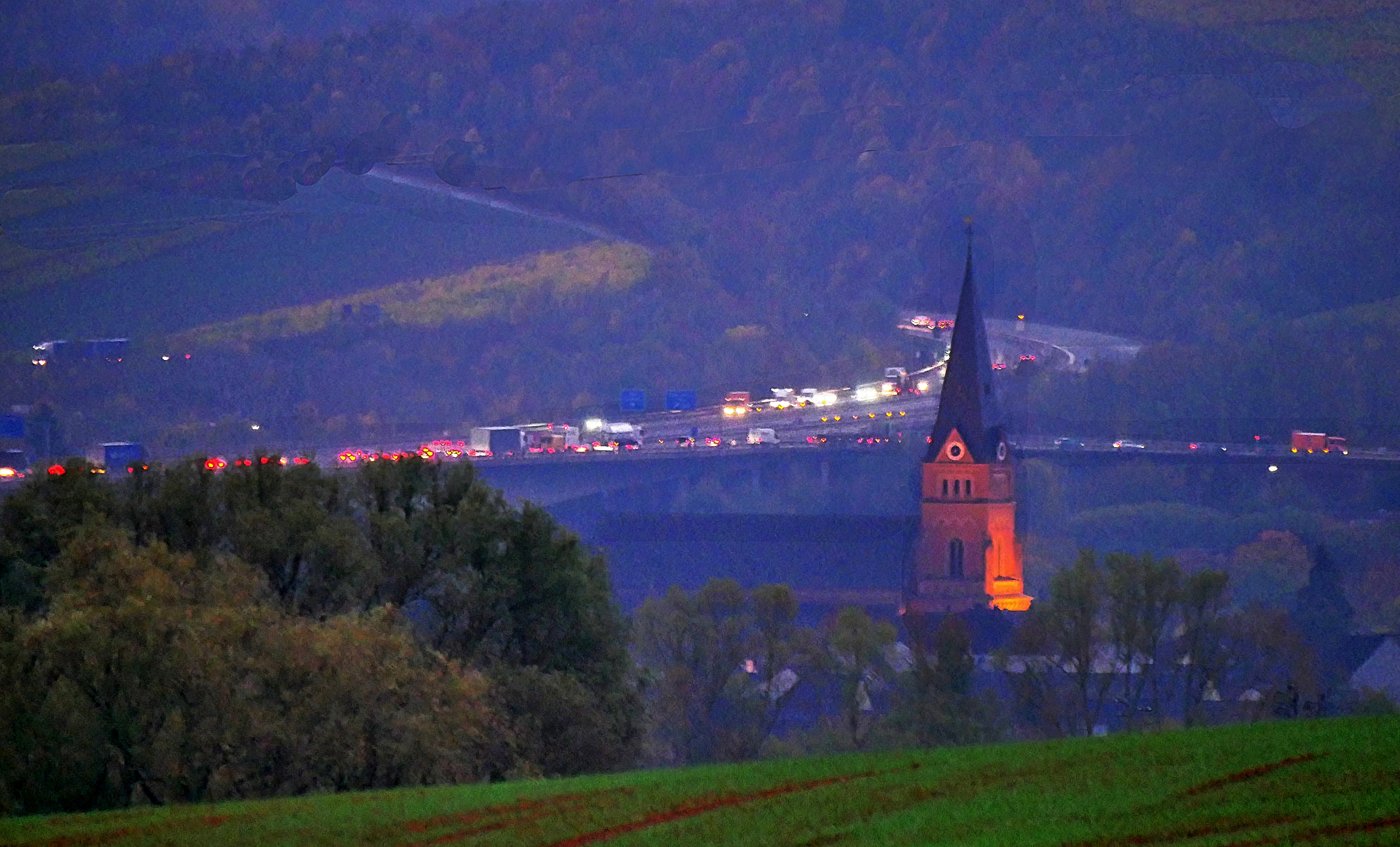
Stau am Autobahndreieck Moseltal

Die nächstgelegenen Städte sind Schweich und Trier (beide im Westen). Die nächstgelegenen Orte sind Kenn im Westen sowie Longuich, Longen, Mehring (Mosel) und Riol im Osten. Das Dreieck selbst liegt auf dem Gemeindegebiet des Ortes Longuich im Landkreis Trier-Saarburg. Es liegt zwischen der Eifel im Norden und dem Hunsrück im Süden. Folgt man der A 1 von hier weiter in den Hunsrück, passiert man den Naturpark Saar-Hunsrück.
Das Dreieck befindet sich unmittelbar zwischen zwei Flussquerungen. Im Norden befindet sich die Querung der Mosel über die Moseltalbrücke, im Süden wird der Feller Bach über die Fellerbachtalbrücke überquert.
Das Autobahndreieck Moseltal befindet sich inmitten von Weinbergen der Weinregion Mosel.

## Geschichte
Das Dreieck wurde in den 1980er Jahren im Zuge des Baus der Autobahn 1 bzw. der Bundesautobahn 48 zwischen Saarbrücken und dem Dernbacher Dreieck errichtet. Es zählt also zu den jüngsten Autobahndreiecken in Deutschland.

## Verkehrsaufkommen
| Von                 | Nach             | Durchschnittliche tägliche Verkehrsstärke | Durchschnittliche tägliche Verkehrsstärke | Durchschnittliche tägliche Verkehrsstärke | Anteil Schwerlastverkehr | Anteil Schwerlastverkehr | Anteil Schwerlastverkehr |
| Von                 | Nach             | 2005                                      | 2010                                      | 2015                                      | 2005                     | 2010                     | 2015                     |
| ------------------- | ---------------- | ----------------------------------------- | ----------------------------------------- | ----------------------------------------- | ------------------------ | ------------------------ | ------------------------ |
| AS Schweich (A 1)   | AD Moseltal      | 34.400                                    | 34.900                                    | 45.800                                    | 12,4 %                   | 12,6 %                   | 12,4 %                   |
| AD Moseltal         | AS Mehring (A 1) | 30.400                                    | 30.400                                    | 27.200                                    | 15,1 %                   | 14,6 %                   | 13,2 %                   |
| AS Moseltal (A 602) | AD Moseltal      | 41.500                                    | 40.200                                    | 43.900                                    | 09,9 %                   | 09,1 %                   | 08,4 %                   |